# Ștefania Mărăcineanu
Ștefania Mărăcineanu (Bucareste, 18 de junho de 1882 – Bucareste, 15 de agosto de 1944) foi uma física romena.

## Biografia
"Tenho uma grande estima pelo trabalho que Ștefania Mărăcineanu realizou. Em particular, adquiriu um conhecimento perfeito de medidas electrométricas precisas".

- Marie Curie
Pouco é sabido sobre sua vida privada, somente que teve uma infância infeliz. Mărăcineanu graduou-se em ciências físicas e químicas em 1910, lecionando depois na Școala Centrală din București. Foi depois para Paris a fim de fazer pesquisas no Instituto Curie com Marie Curie de aproximadamente 1919 a 1926, onde também obteve um doutorado em 1924. No instituto Mărăcineanu pesquisou a meia-vida do polônio e elaborou métodos para medir o decaimento alfa. Seu trabalho a levou a crer que radioisótopos poderiam ser formados de átomos como resultado da exposição a raios alfa de polônio; uma observação que levaria ao Prêmio Nobel de 1935 de Frédéric Joliot-Curie e Irène Joliot-Curie. Também investigou a possibilidade de a luz solar induzir a radioatividade; trabalho que foi contestado por outros investigadores.
Mărăcineanu trabalhou no Observatório de Paris até 1930, retornando depois para a Romênia, realizando experimentos para investigar a ligação entre radioatividade e chuva, e chuva com terremotos. Morreu em 1944.

## Publicações selecionadas
- Recherches sur la constante du polonium et sur la pénétration des substances radioactives dans les métaux (Tese de Doutorado). Paris, Les Presses universitaires de France, 1924, 82 páginas
- Actions spéciales du Soleil sur la radioactivité du plomb et de l'uranium. Comptes Rendus de l'Académie des Sciences de Paris, Paris, 181, pp. 774-776, 1925
- Actions spéciales du Soleil sur la radioactivité du polonium et du plomb. Comptes Rendus de l'Académie des Sciences de Paris, Paris, 183, pp. 345-347, 1926
- Radioactivitatea și constituția materiei, București, 1929
- Les substances radioactives sous l'effet du rayonemnet solaire provoquent la pluie. Les Ateliers Graphique „Cultura Natională”, Bucarest, 1930
- L'effet du rayonnement solaire sur les phénomènes de radioactivité et de transmutation. Bulletin de la Section Scientifique de l'Académie Roumaine, 12, pp. 5-9, 1929
- Radioactivitatea. București, Tipografia C. Lăzărescu, 1936
- Radioactivité, soleil
- La radioactivité du globe, les radiations et les tremblements de terre. Comptes Rendus de l'Académie Roumaine, 6, Nr. 1/4, pp. 72-75, 1942